# Eneli Sarv
Eneli Sarv (* 4. April 1986 in Pärnu) ist eine ehemalige estnische Fußballspielerin.
Sarv spielte zuletzt von 2006 bis 2011 für die estnische Frauenfußballabteilung des FC Flora Tallinn. In den Jahren 2007 und 2008 spielte sie zweimal für die estnische Frauenfußballnationalmannschaft.